# 池袋 (横浜市)
池袋（いけぶくろ）は、神奈川県横浜市中区の町名。丁番を持たない単独町名である。住居表示未実施。

## 地理
中区南部の丘陵に位置し、東は本牧荒井・本牧間門、北は本牧緑ケ丘・矢口台、西は豆口台、南は根岸加曽台に接する。面積は0.097km²で、その多くが住宅として利用されている。

## 歴史
古くは久良岐郡根岸村の一部で、1933年（昭和8年）4月1日に横浜市中区根岸町の一部から新設された。地名は旧字名から採られたもので、「袋状の小地形」を意味する。

## 世帯数と人口
2025年（令和7年）6月30日現在（横浜市発表）の世帯数と人口は以下の通りである。
| 町丁 | 世帯数  | 人口    |
| ---- | ------- | ------- |
| 池袋 | 913世帯 | 2,323人 |

### 人口の変遷
国勢調査による人口の推移。
| 年                 | 人口  |
| ------------------ | ----- |
| 1995年（平成7年）  | 921   |
| 2000年（平成12年） | 823   |
| 2005年（平成17年） | 933   |
| 2010年（平成22年） | 951   |
| 2015年（平成27年） | 1,631 |
| 2020年（令和2年）  | 1,681 |

### 世帯数の変遷
国勢調査による世帯数の推移。
| 年                 | 世帯数 |
| ------------------ | ------ |
| 1995年（平成7年）  | 318    |
| 2000年（平成12年） | 302    |
| 2005年（平成17年） | 357    |
| 2010年（平成22年） | 381    |
| 2015年（平成27年） | 621    |
| 2020年（令和2年）  | 630    |

## 学区
市立小・中学校に通う場合、学区は以下の通りとなる（2024年11月時点）。
| 番地 | 小学校             | 中学校             |
| ---- | ------------------ | ------------------ |
| 全域 | 横浜市立間門小学校 | 横浜市立本牧中学校 |

## 事業所
2021年現在の経済センサス調査による事業所数と従業員数は以下の通りである。
| 町丁 | 事業所数 | 従業員数 |
| ---- | -------- | -------- |
| 池袋 | 15事業所 | 114人    |

### 事業者数の変遷
経済センサスによる事業所数の推移。
| 年                 | 事業者数 |
| ------------------ | -------- |
| 2016年（平成28年） | 16       |
| 2021年（令和3年）  | 15       |

### 従業員数の変遷
経済センサスによる従業員数の推移。
| 年                 | 従業員数 |
| ------------------ | -------- |
| 2016年（平成28年） | 146      |
| 2021年（令和3年）  | 114      |

## 交通
町の西部をJR根岸線がトンネルで抜けるが、町内に駅はない。南東端を山下本牧磯子線（本牧通り）が接し、間門バス停から根岸駅、横浜駅、桜木町駅などへの横浜市営バスが利用可能である。根岸線山手駅へは1Km弱である。

## 施設
- 山手警察署 間門交番

## その他

### 日本郵便
- 郵便番号：231-0834[3]（集配局：横浜港郵便局[17]）

### 警察
町内の警察の管轄区域は以下の通りである。
| 番・番地等 | 警察署     | 交番     |
| ---------- | ---------- | -------- |
| 全域       | 山手警察署 | 根岸交番 |